# هلدر ده سوزا
هلدر ده سوزا (پرتغالی: Hélder de Souza؛ زادهٔ ۲۸ نوامبر ۱۹۰۱ - درگذشت نامشخص) سوارکار اهل پرتغال بود.
وی در مسابقات کشوری و بین‌المللی در مجموع برندهٔ ۱ مدال برنز شده‌است.